# Kärkna
Kärkna – wieś w Estonii, w prowincji Tartu, w gminie Tartu.
Znajduje się tu stacja kolejowa Kärkna, położona na linii Tapa – Tartu.